# Messerschmitt Me 210
O Messerschmitt Me 210 foi um caça pesado e aeronave de apoio terrestre alemã da Segunda Guerra Mundial. Esta aeronave foi desenvolvida para substituir o Bf 110  no papel de caça pesado; o desenvolvimento do próprio iniciou-se por volta de 1937. Os primeiros exemplares estavam prontos já em 1939, porém provaram estar pouco aptos para serem aeronaves devido a falhas na aerodinâmica, construção e maquinaria. Houve tentativas ao longo da guerra de corrigir os defeitos deste caça pesado, porém foram em vão. Quando finalmente começou a entrar em serviço com alguns exemplares, começou a ser substituído pelo Messerschmitt Me 410, uma versão mais avançada. A falha no desenvolvimento do Me 210 fez com que a Luftwaffe continuasse a usar o Bf 110, o que fazia com que se somassem perdas de aeronaves e pilotos.
Foram três os países que fizeram uso desta aeronave: a Alemanha, a Hungria, e o Japão.
Foram construídas 90 exemplares, havendo ainda 320 parcialmente construídos na Alemanha e 272 na Hungria.

## Variantes
- Me 210 A-0 Versão de pre-produção
- Me 210 A-1 Versão monoposto caça-bombardeiro e caça pesado
- Me 210 A-2 Versão monoposto bombardeiro de mergulho e caça pesado
- Me 210C Versão de fuselagem improvisada com motores Daimler-Bens 605
- Me 210 Ca-1 Versão húngara do Me 210C
- Me 410 Conversão de atualização do modelo

|  |